# Gazeta Krakowska (1794–1849)
Gazeta Krakowska – czasopismo informacyjne wychodzące w Krakowie w latach 1794–1849, założone przez Jana Antoniego Maya.

## Historia
Pierwsze dwa numery pisma ukazały się w czerwcu 1794 roku, a regularnie „Gazeta” zaczęła się ukazywać od stycznia 1796 roku. Zgodnie z zapowiedzią w pierwszym numerze pismo za główny cel przyjęło dostarczanie „w ojczystym języku wszelkich wiadomości, jakich nam różne zagraniczne pisma udzielą lub też w kraju zdarzą…” Publikowane w piśmie wiadomości były początkowo tłumaczone z: „Hamburger Zeitung”, „Preßburger Zeitung”, „Augsburger Zeitung”, „Journal de Francfort”, a w kolejnych latach z: „Breslauer Zeitung”, „Berliner Zeitung”, „Journal des débats”, „Gazety Poznańskiej” czy „Kuriera Litewskiego”. Dodatkowo na podstawie umowy z rządem austriackim w publikowano ogłoszenia urzędowe, a dochody z nich pozwalały na utrzymanie pisma. Po powstaniu Wolnego Miasta Krakowa w 1815 roku gazeta publikowała także wiadomości o lokalnych wydarzeniach i sytuacji gospodarczej.
30 listopada 1831 roku Jan Antoni May pożegnał się z czytelnikami, a „Gazeta” od 1 grudnia przestała wychodzić. Jej miejsce zajął „Goniec Krakowski” wydawany przez Stanisława Gieszkowskiego. Kupił on „Gazetę”, gdy 6 grudnia 1831 roku May zmarł. 20 grudnia 1831 roku ukazał się Prospekt na wydawanie nowej Gazety Krakowskiej podpisany przez Stanisława Gieszkowskiego zapowiadający wydanie pisma, które będzie wychodzić w miejsce zarówno „Gazety”, jak i „Gońca”. Od stycznia 1832 roku do numeru 288 w 1833 roku pismo wychodziło pod tytułem „Codzienna Gazeta Krakowska”. W 1840 roku redaktorem „Gazety” został Konstanty Majeranowski, a od 1847 Władysław Iżycki.
Represje wobec prasy po klęsce Wiosny Ludów spowodowały upadek pisma.
Gazeta początkowo ukazywała się dwa razy w tygodniu: w poniedziałki i czwartki. W 1830 roku wychodziła codziennie, a w 1831 roku nawet w niedziele zamieszczając wiadomości z powstania, wiersze czy odezwy patriotyczne.
„Gazeta” wydawana była na półarkuszu, w układzie dwukolumnowym. Miała 12 stron, a prenumerata wynosiła 36 złotych. W lipcu 1830 roku obniżono prenumeratę pocztową na 24 złp. Po zakupie przez Gieszkowskiego „Gazeta” wychodziła w większym formacie, dzieląc się na część urzędową i nieurzędową. Kolejne zmiany miały miejsce w 1841 roku, gdy zwiększono ilość działów do pięciu: wiadomości krajowe, część polityczną, część literacką, część urzędową i doniesienia prywatne.

## Wydawcy i redaktorzy
Wydawcy:
- Jan Antoni May (do 1831)
- Stanisław Gieszkowski (1834–1849, do nr 73)

Redaktorzy:
- Jan Antoni May i Hipolit Błaszczyński (1794–1830)
- Konstanty Majeranowski (1830–1831), (1840–1847)[2]
- Ambroży Grabowski i Stanisław Gieszkowski (1831–1834)
- Stanisław Gieszkowski (1834–1848)
- Władysław Iżycki (1847–1849)[2]